# سكوبس

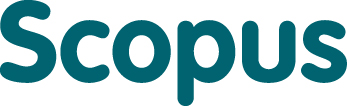
سكوبوس

سكوبوس هي قاعدة بيانات تحتوي على ملخصات ومراجع من مقالات منشورة في مجلات أكاديمية محكمة. وتغطي تقريبا 000 22 عنوان من أكثر من 000 5 ناشر، منها 000 20 مجلة يتم تقييمها بواسطة خبراء في التخصصات العلمية والتقنية والطبية والاجتماعية (بما في ذلك الفنون والعلوم الإنسانية). يمتلكها مؤسس شركة الطباعة إلسيفر، وهي متاحة على الإنترنت عن طريق الاشتراك بها. كما أن عمليات البحث في سكوبوس تشمل أيضا عمليات البحث في قواعد بيانات براءات الاختراع.

## روابط خارجية
- الموقع الرسمي